# Пусткув-Журавський
Пусткув-Журавський (пол. Pustków Żurawski) — село в Польщі, у гміні Кобежиці Вроцлавського повіту Нижньосілезького воєводства.
Населення — 858 осіб (2011).
У 1975-1998 роках село належало до Вроцлавського воєводства.

## Демографія
Демографічна структура станом на 31 березня 2011 року:
|          | Загалом | Допрацездатний вік | Працездатний вік | Постпрацездатний вік |
| -------- | ------- | ------------------ | ---------------- | -------------------- |
| Чоловіки | 423     | 99                 | 297              | 27                   |
| Жінки    | 435     | 79                 | 292              | 64                   |
| Разом    | 858     | 178                | 589              | 91                   |